# ساعة خضراء
ساعة خضراء هو برنامج تعليمي تابع للاتحاد الوطني للحفاظ على الحياة البرية، تم إعداده استجابة لانقطاع الصلة المتزايد بين الطبيعة والأطفال، وهي الحالة التي يُطلق عليها اسم اضطراب نقص الطبيعة من قِبل ريتشارد لوف (Richard Louv) في كتابه Last Child in the Woods (آخر طفل في الغابة). وأحد الأعراض الرئيسية لاضطراب نقص الطبيعة، وفقًا لـ «لوف»، هو استبدال الأنشطة التي تمارس في الهواء الطلق بـ «وقت الشاشة»، -- وهو الوقت الذي يُقضى أمام شاشة الكمبيوتر أو التلفزيون أو غير ذلك من الأجهزة الإلكترونية الأخرى.
ويوصي الاتحاد الوطني للحياة البرية بأن يقوم الآباء بإعطاء أطفالهم «ساعة خضراء» كل يوم، وهو وقت لممارسة اللعب التلقائي والتفاعل مع عالم الطبيعة. وهذه الإستراتيجية الخاصة بالاتحاد الوطني للحياة البرية تُسمى عكس عجز الطبيعة. ويقوم برنامج «ساعة خضراء» بتعليم ممارسة الألعاب التلقائية وإمكانية مارستها في الحدائق أو الأفنية الخلفية أو المتنزهات أو أي مكان به مساحات خضراء آمنة يمكن للأطفال التعلم وممارسة اللعب فيها.
وتم إطلاق الموقع الإلكتروني لبرنامج ساعة خضراء من قِبل قسم التعليم التابع للاتحاد الوطني للحياة البرية في مارس 2007 ليكون مصدرًا للآباء ومقدمي الرعاية، بغرض تقديم المعلومات والإلهام والأدوات والمجتمع اللازم لجعل «الساعات الخضراء» جزءًا من الروتين اليومي لكل أسرة. ويستشهد برنامج ساعة خضراء بدراسة أجرتها مؤسسة كايسر الأسرية (Kaiser Family Foundation) والتي تشير إلى أن الطفل الأمريكي العادي يقضي 44 ساعة أسبوعيًا - أكثر من ست ساعات يوميًا - محدقًا في شاشة من شاشات الأجهزة الإليكترونية. كما ربطت بعض الدراسات بين المشاهدة المفرطة للتلفزيون والسمنة والعنف وحتى انخفاض الذكاء لدى الأطفال.
ويقوم برنامج ساعة خضراء كل أسبوع بنشر عدد جديد من مجلة ديسكفري مع أحد موضوعات الهواء الطلق الجديدة. وتحتوي المجلة على العديد من الأبواب: باب «زاوية الكتب»، والذي يقدم فرصة للقراءة للأطفال من مختلف الأعمار وباب «ممارسة الأنشطة» الذي يقدم أنشطة ومهارات تُمارس في الهواء الطلق وباب «هل تعلم» الذي يقدم حقائق عن الطبيعة.
وتقدم مدونة ساعة خضراء وجهات نظر مختلفة بشأن ارتفاع «وقت الشاشة» لدى الأطفال والسبل العملية لإعادة اتصالهم بالطبيعة. ويتيح ركن مجتمع ساعة خضراء للمستخدمين تسجيل الدخول كأعضاء والتحدث مع آباء ومقدمي رعاية آخرين. وتُعتبر ميزة NatureFind (البحث عن الطبيعة) من ميزات الموقع التي تتيح للمستخدمين تقديم الترميز البريدي الخاص بهم والبحث عن جميع الحدائق والمتنزهات والمناطق الطبيعية الأخرى القريبة منهم.

## وصلات خارجية
- ساعة خضراء
- مقالة من مجلة درايف
- مقالة من موقع Parenting.com
- مقالة من موقع Grist.org